# Kap Tjeljuskin

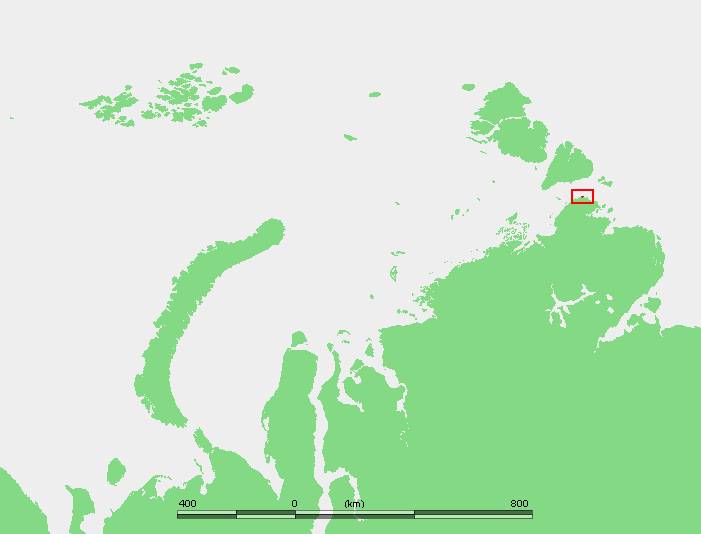
Lägeskarta.

Områdeskarta.

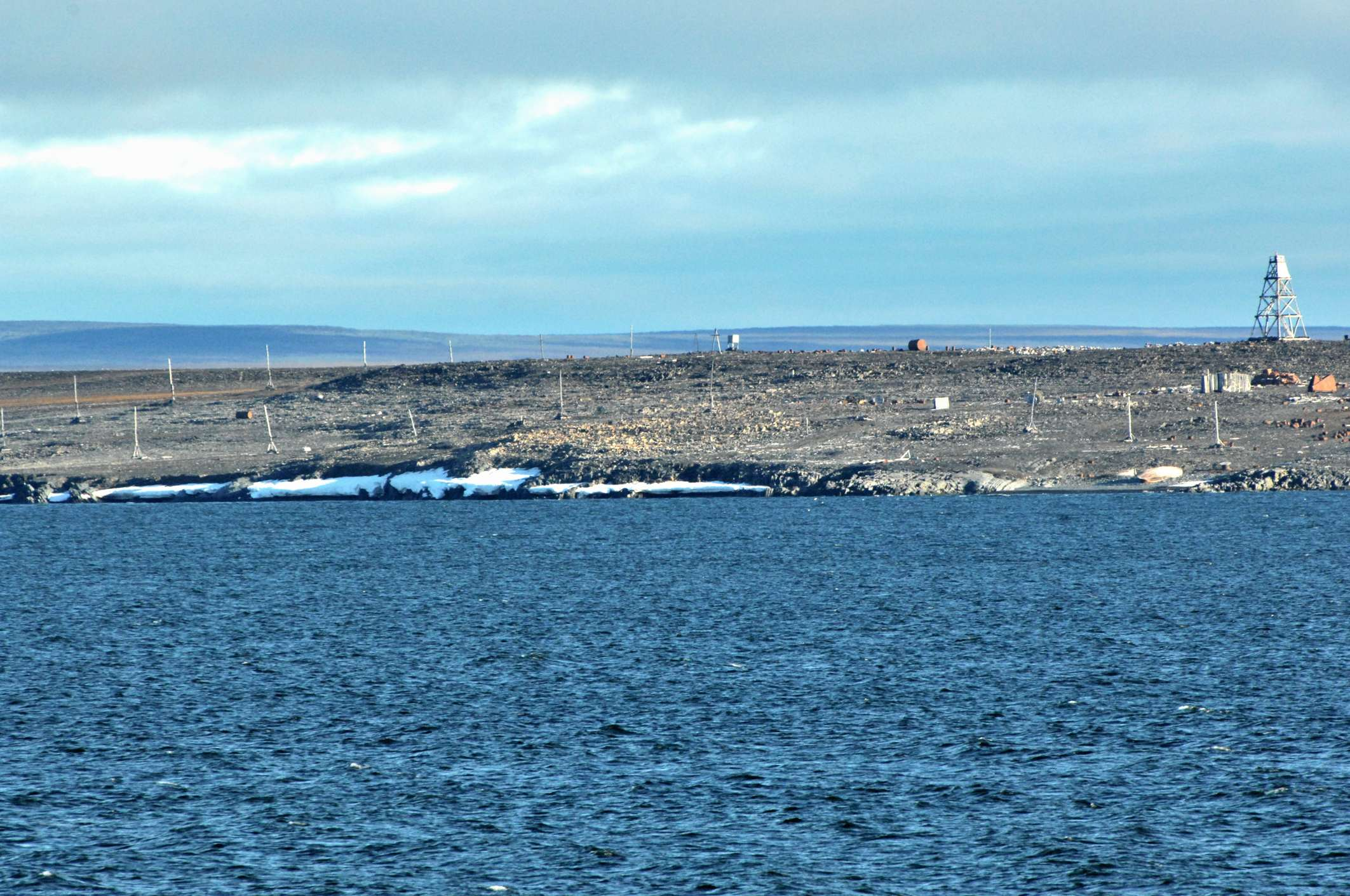
Kap Tjeljuskin.

Kap Tjeljuskin (ryska: Мыс Челюскин, Mys Tjeljuskin) är en udde i Sibirien i norra Ryssland. Halvön är den nordligaste punkten på Asiens fastland och är en av världens yttersta platser. Den nordligaste punkten i världsdelen Asien är Komsomoletsön också i Ryssland.

## Geografi
Kap Tjeljuskin ligger längst norrut på Tajmyrhalvön vid Vilkitskijsundet (proliv Vilkitskogo) i Norra ishavet mellan Karahavet i väst och Laptevhavet (Nordenskiölds hav) i öst.
Ögruppen Severnaja Zemlja ligger cirka 56 kilometer norr om udden och Nordpolen ligger cirka 1 371 km norr om Kap Tjeljuskin. Området ligger inom naturreservatet Stora arktiska naturreservatet (Bolsjoj Arktitjeskij gosudarstvennyj prirodnyj zapovednik).
Förvaltningsmässigt utgör halvön en del av rajon (distrikt) Taymyrsky Dolgano-Nenetsky i krajen (provins) Krasnojarsk kraj.

## Historia
Området har varit bebodd av ursprungsfolken dolganer och nganasaner sedan lång tid.
Kap Tjeljuskin upptäcktes av européer den 20 maj 1742 av ryske Semjon Tjeljuskin under en stor forskningsexpedition åren 1733 till 1743 genom den östra delen av sibiriska ishavskusten under ledning av Vitus Bering. Udden döptes då till Kap Öst-Nord.
1842 fick udden sitt nuvarande namn av Rysslands Geografiska Sällskap i samband med hundraårsjubileet av expeditionen.
I september 1878 seglade svenske Adolf Erik Nordenskiöld förbi udden med fartyget Vega under Vegaexpeditionen.
1919 seglade norske Roald Amundsen förbi udden med fartyget Maud under sin andra Arktisexpedition åren 1918–1925.
1932 inrättades den meteorologisk observationsstation "Polar Station Cape Chelyuskin" på uddens östra del vilken ännu är i bruk.
1993 grundades naturreservatet Stora arktiska naturreservatet.